# Andrzej Bieńkowski (żołnierz)

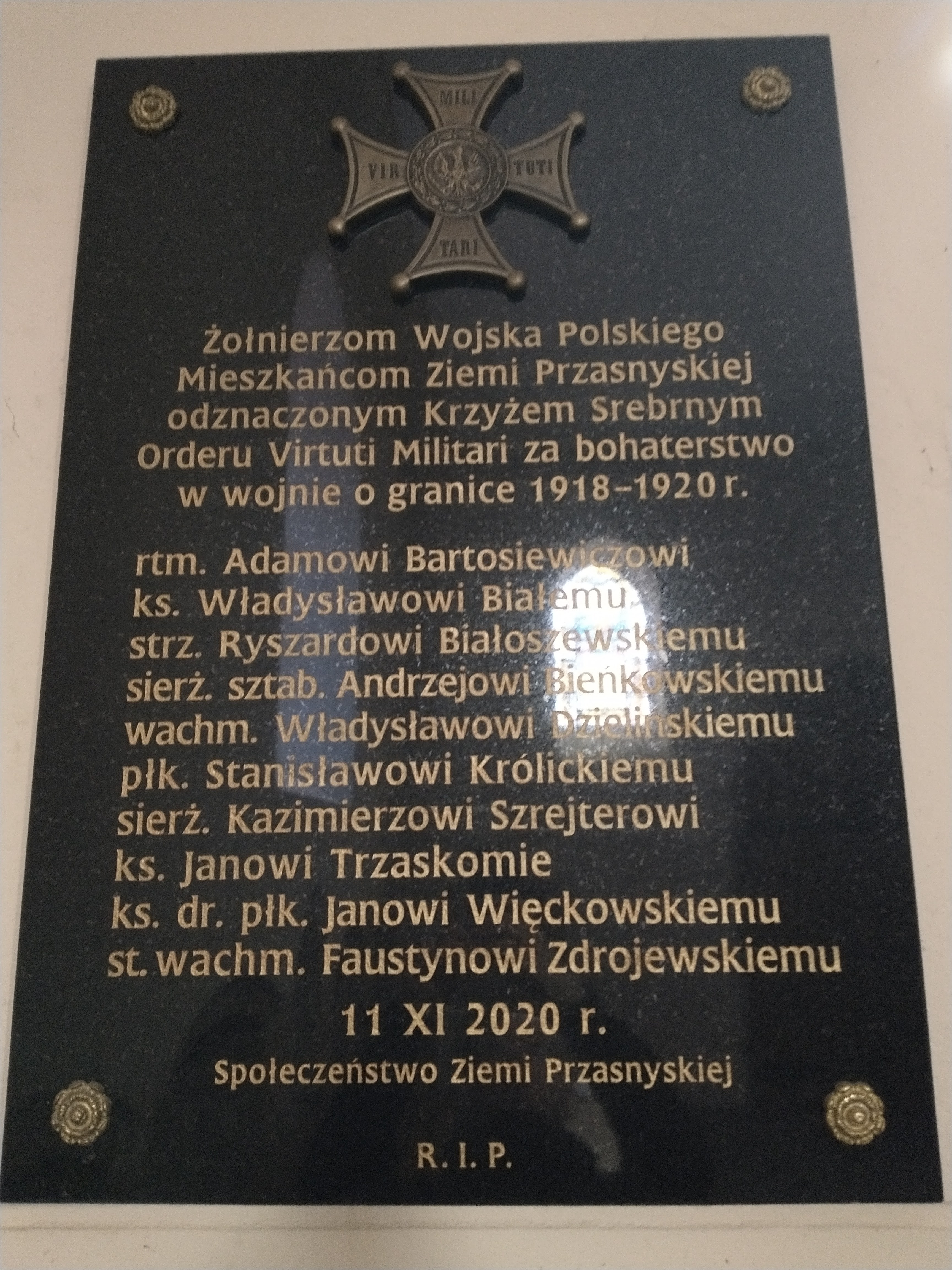
Tablica w kościele Wniebowzięcia NMP w Przasnyszu

Andrzej Bieńkowski ps. „Turowicz”, „Lis” (ur. 30 listopada 1891 w Przasnyszu, zm. w 1964 tamże) – rolnik, uczestnik wojny polsko-bolszewickiej, podoficer Wojska Polskiego, żołnierz ZWZ-AK, kawaler Orderu Virtuti Militari.

## Życiorys
Urodził się w rodzinie rolników. Był synem Feliksa Bieńkowskiego i Katarzyny z Niksów, bratem Leopolda, stryjem Zygmunta Witymira. Uczęszczał do szkoły powszechnej, relegowany za udział w strajku.
Od 1912 roku służył w armii rosyjskiej, a od 1917 roku w I Korpusie Polskim. W 1918 roku wstąpił do Polskiej Siły Zbrojnej, a w listopadzie 1918 roku został przyjęty do Wojska Polskiego i przydzielony do III batalionu 9 pułku piechoty Legionów. Walczył na Froncie Ukraińskim i wojnie z bolszewikami. Awansował do stopnia sierżanta sztabowego. Odznaczył się „przytomnością umysłu i odwagą” podczas nocnego wypadu (2/3 grudnia 1919) na Nowoaleksandrowsk nad Dźwiną. Podczas walk został kilkakrotnie ranny.
Po wojnie pracował w swoim gospodarstwie rolnym. We wrześniu 1939 brał udział w obronie Warszawy. W czasie okupacji służył w ZWZ-AK. Był komendantem Ośrodka Przasnysz Nr 1 kryptonim „Reduta” w strukturze Obwodu Przasnysz należącego do Inspektoratu Przasnysz AK. W czasie okupacji niósł pomoc ludności żydowskiej. Żonaty ze Stefanią Wróblewską, miał córki Helenę i Janinę, ponadto troje dzieci zmarło w dzieciństwie. Zmarł w Przasnyszu i pochowany został na miejscowym cmentarzu parafialnym.

## Ordery i odznaczenia
- Krzyż Srebrny Orderu Wojskowego Virtuti Militari – 17 maja 1921 roku[1][4]